# Liriomyza virgula
Liriomyza virgula är en tvåvingeart som beskrevs av Frey 1946. Liriomyza virgula ingår i släktet Liriomyza och familjen minerarflugor.
Artens utbredningsområde är Finland. Arten har ej påträffats i Sverige. Inga underarter finns listade i Catalogue of Life.